# Верхнеермаков
Верхнеермаков — упразднённый хутор в Милютинском районе Ростовской области России. На момент упразднения входил в состав Селивановского сельсовета. В 1973 году включен в состав хутора Севостьянов и исключен из учётных данных.

## География
Хутор располагался на правом берегу, в среднем течении балки (реки) Россошь (приток реки Берёзовая), ныне представляет собой улицу Заречную в северо-восточной части хутора Севостьянов.

## История
По данным на 1926 год хутор Верхне-Ермаковский состоял из 51 хозяйства. В административном отношении входил в состав Селивановского сельсовета Морозовского района Шахтинско-Донецкого округа Северо-Кавказского края.
Упразднён в 1973 году.

## Население
По данным переписи 1926 года на хуторе проживало 278 человек (124 мужчин и 154 женщины), из которых 100 % населения составляли великороссы; 71 % жителей хутора относились к казачьему сословию.